# FC 키질쿰 자라프샨
키질쿰 자라프샨(우즈베크어: Қизилқум Зарафшон футбол клуби)은 자라프샨을 연고로 하는 우즈베키스탄의 축구단이다. 현재 우즈베키스탄 슈퍼리그에 참가하고 있다.

## 선수 명단

### 현역
- 니콜라이 타라소프(2023 ~ )
- 기오르기 쿠가니제(2021 ~ 2022, 2023 ~ )